# Sob Rock
Sob Rock es el octavo álbum del cantautor estadounidense John Mayer. Fue lanzado el 16 de julio de 2021 a través de Columbia Records. Los sencillos New Light (2018), I Guess I Just Feel Like (2019) y Carry Me Away (2019) están incluidos en el álbum. 
El 4 de junio de 2021 se lanzó Last Train Home el cual es considerado el sencillo principal del disco, esta canción incluye la participación de la cantante Maren Morris. Mayer saldrá de gira por los Estados Unidos con Dead & Company desde agosto a octubre de 2021.

## Historia
Inicialmente, Mayer dijo que el álbum iba a ser lanzado a mediados de abril de 2021. Sin embargo, el cantante luego anunció que el lanzamiento del disco se retrasaría para el 16 de julio de 2021. Dicho trabajo fue grabado entre finales de 2017 y principios de 2021. Mayer lanzó Last Train Home como sencillo el 4 de junio de 2021. Antes de eso, algunos clips de la canción fueron lanzados en la cuenta de TikTok del cantante a finales de marzo de 2021.

## Lista de canciones
Todas las canciones escritas y compuestas por John Mayer, excepto donde se indique lo contrario. 
| N.º   | Título                                  | Duración |  |
| 1.    | «Last Train Home»                       | 3:07     |  |
| 2.    | «Shouldn't Matter but It Does»          | 3:56     |  |
| 3.    | «New Light» (John Mayer, Ernest Wilson) | 3:37     |  |
| 4.    | «Why You No Love Me»                    | 4:15     |  |
| 5.    | «Wild Blue»                             | 4:12     |  |
| 6.    | «Shot in the Dark»                      | 4:09     |  |
| 7.    | «I Guess I Just Feel Like»              | 4:46     |  |
| 8.    | «Til the Right One Comes»               | 3:41     |  |
| 9.    | «Carry Me Away»                         | 2:39     |  |
| 10.   | «All I Want Is to Be with You»          | 4:04     |  |
| 38:26 |                                         |          |  |

## Personal

### Músicos
- John Mayer – voz, guitarra, teclado (pistas 1, 4, 8-10), piano (pistas 2, 6), bajo (pistas 4, 6, 8)
- Aaron Sterling – batería, percusión (pistas 1-10)
- Greg Phillinganes – teclado (pistas 1, 4, 9), sintetizadores (pistas 2, 6)
- Sean Hurley – bajo (pistas 1, 2, 5, 7, 10)
- Lenny Castro – percusión  (pistas 1, 4-6)
- Maren Morris – voz (pistas 1, 4, 6)
- Pino Palladino – bajo (pistas 3, 9)
- Jeff Babko – teclado (pistas 5, 10)
- Larry Goldings – teclado (pistas 4)
- Greg Leisz – guitarra (pistas 4)
- Jamie Muhoberac – teclado (pistas 9)
- Cautious Clay – voz (pistas 9)